# Legio XV Primigenia
La Legio XV Primigenia ("dedicata alla dea Fortuna") fu una legione romana, costituita dall'imperatore romano Caligola nel 39 e distrutta durante la rivolta batava del 70.

## Nascita
La legione venne organizzata, assieme alla gemella Legio XXII Primigenia, in occasione della campagna germanica di Caligola. Il cognomen Primigenia fu una dedica delle due legioni alla dea Fortuna, ma venne utilizzato raramente. L'ordinale XV venne scelto perché questa legione avrebbe dovuto condividere il proprio campo con la XIIII Gemina. La campagna di Caligola iniziò con l'attraversamento delle Alpi (all'epoca i legionari erano per lo più italici) e poi del Reno: le due legioni Primigenia affrontarono il nemico a Wiesbaden, l'inizio di un'azione militare sottovalutata dalle fonti storiche, ma che i ritrovamenti archeologici, tra cui le pietre tombali dei soldati morti in guerra, stanno facendo riconsiderare.
Terminata la campagna di Caligola, la XV venne inviata a Moguntiacum (Magonza), a condividere il campo con la XIIII Gemina. La convivenza delle due legioni, però, durò poco, perché nel 43 l'imperatore Claudio portò con sé alcune legioni per la sua campagna britannica, e la Primigenia fu inviata a Castra Vetera II (Xanten), in Germania Inferior, ad occupare il campo lasciato dalla XXI Rapax. Il campo fu diviso con la V Alaudae che, essendo la legione veterana, occupava il lato occidentale (destro) del campo, mentre la XV Primigenia era collocata a oriente, sul meno prestigioso lato sinistro del campo.

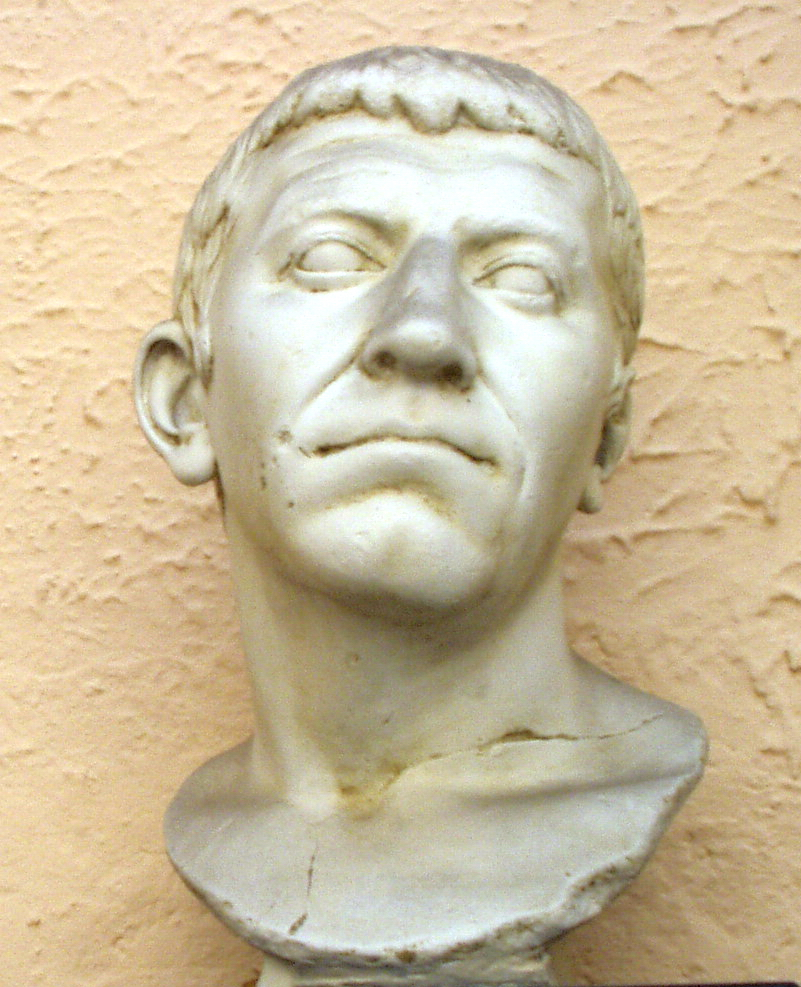
Cn. Domizio Corbulone condusse la XV Primigenia in una vittoriosa campagna contro i Chatti.

Nel 47 le legioni di Castra Vetera furono impegnate nella campagna di Gneo Domizio Corbulone contro i Chatti: la campagna fu vittoriosa, ma non portò ad allargamenti territoriali, perché l'imperatore Claudio ordinò di riportare la frontiera sul più difendibile Reno. Ai soldati della XV e della V fu ordinato di costruire un canale artificiale, il cosiddetto "canale di Corbulone", tra Matilo (moderna Leida-Roomburg) e Municipium Cananefatium (moderna Voorburg), la capitale dei Cananefati; il canale esiste ancora oggi.

## L'"anno dei quattro imperatori" e la rivolta batava
Assieme al resto dell'esercito germanico, la XV sostenne Vitellio durante l'Anno dei quattro imperatori (69). Avvenne infatti che in occasione della simultanea sollevazione di più pretendenti al trono contro Nerone, l'esercito di Germania inferior (costituito dalle legioni I Germanica, V Alaudae, XV Primigenia e XVI Gallica) avessero sedato la rivolta di Gaio Giulio Vindice in Gallia, prima che Galba, alleato di Vindice, riuscisse a farsi riconoscere imperatore dal Senato romano. Per evitare la punizione del nuovo imperatore, le legioni di Germania decisero di acclamare un proprio imperatore, Vitellio appunto, inducendolo a marciare su Roma. Dall'oriente giunse però un altro generale, Vespasiano, col proprio esercito, che conquistò il trono dopo aver sconfitto l'esercito di Vitellio nella seconda battaglia di Bedriaco.
Il 69 terminò con l'inizio di quella rivolta batava che segnò la fine della XV Primigenia. Offesi dal fatto che Galba aveva sciolto la sua guardia batava, i Batavi si ribellarono. La V Alaudae e la XV Primigenia intervennero per sedare la rivolta, ma vennero prima sconfitte vicino Noviomagus Batavorum, oggi Nijmegen e poi assediate a Castra Vetera (autunno 69). Vennero inviate in soccorso tre legioni, la I Germanica, la XVI Gallica e la XXII Primigenia, ma i Batavi obbligarono le due legioni assediate ad arrendersi nel marzo 70. I Batavi costrinsero anche la I e la XVI legione alla resa, prima di essere sconfitti da un esercito inviato da Vespasiano al comando di Quinto Petillo Ceriale, ma dopo la fine della rivolta né la V né la XV legione furono ricostituite.